# Kosmos 49
Kosmos 49 – drugi radziecki satelita naukowo-badawczy i technologiczny typu DS-MG; wraz z bliźniaczym satelitą Kosmos 26 stanowił radziecki wkład w Międzynarodowe Lata Spokojnego Słońca (International Year of Quiet Sun 1964-1965) i Światowy Przegląd Magnetyczny (World Magnetic Survey). Służył do testów elektrycznego żyroskopowego systemu orientowania statków kosmicznych.
Wyposażony był w magnetometry do pomiarów pola magnetycznego Ziemi, umieszczone na wysięgniku o długości 3,3 m.